# Arvydas Novikovas
Arvydas Novikovas est un footballeur lituanien, né le 18 décembre 1990 à Vilnius en Lituanie. Il évolue actuellement au FK Transinvest et en équipe de Lituanie comme milieu offensif.

## Palmarès
Distinctions personnelles
- Footballeur lituanien de l'année en 2018